# Thomas Zaufke
Thomas Zaufke (* 11. Dezember 1966 in Bremen) ist ein deutscher Komponist.

## Leben
Zaufke  besuchte in den 80er Jahren Förderkurse von „Jugend komponiert“, der GEMA und des VDMK und studierte ab 1987 an der Hochschule der Künste in Berlin. Seit 1995 ist er in den Bereichen Musical und Bühnenmusik tätig. Während seines Studiums stand Zaufke auch als Musicaldarsteller für verschiedene Produktionen auf der Bühne, wie etwa Anything goes und Cabaret. 
In Zusammenarbeit mit dem Autor und Regisseur Peter Lund schuf er die Musik für zahlreiche Stücke, wie zum Beispiel Baby Talk (2000), Elternabend (2003) und Mein Avatar und ich (2010), die allesamt in der Neuköllner Oper in Berlin uraufgeführt wurden. Viele davon wurden mit Preisen ausgezeichnet.
Zaufke war bereits für viele Häuser und Produktionen tätig: So komponierte er für das Düsseldorfer Schauspielhaus (Pünktchen und Anton und Ronja Räubertochter), das Schauspielhaus Hannover (Ugly Ducklings), das Schauspiel Kiel (Moby Dick) und das Berliner GRIPS Theater (Rosa und Die Faxen Dicke). Zaufke komponierte und arrangierte auch für das Leipziger Gewandhaus, das Renaissancetheater in Wien, Gayle Tufts, Irmgard Knef, Tim Fischer, Isabel Weicken, Daniela Ziegler, Hartwig Rudolz und für Kein Pardon – Das Musical sowie Luther – Zwischen Liebe, Tod und Teufel das 2017 bei den Odertal-Festspielen der Uckermärkischen Bühnen Schwedt uraufgeführt wurde.
Zaufke war außerdem als Gesangs-Synchronstimme für verschiedene Produktionen von Disney (u. a.  Die Schöne und das Biest – Weihnachtszauber) im Einsatz.

## Werke (Auswahl)
- Baby Talk (2000), Text: Peter Lund
- Cinderella passt was nicht (2000), Text: Peter Lund
- Julius & die Geister (2002), Regie: Panhans
- Kannst du pfeifen, Johanna? (2002), Regie: Panhans
- Das Phantom der Oper (2002/2010), Buch: Felix Müller und Victor Hunt, Liedtexte: Thomas Zaufke und Felix Müller
- Elternabend (2003), Text: Peter Lund
- Die wundersame Reise des kleinen Kröterichs (2003), Regie: Panhans
- Baden gehen (2003), Regie: Steiof
- Konrad, das Kind aus der Rose (2004), Regie: Mottl
- Letterland aka „Erwin Kannes – Trost der Frauen“ (2005), Text: Peter Lund
- Die Faxen dicke (2005), Regie: Panhans
- Held Müller (2006), Text: Peter Lund
- Der gestiefelte Straßenkater (2006), Buch/Regie: Peter Lund
- Ugly Ducklings (2007), Text: Peter Lund
- Kauf Dir ein Kind (2007), Text: Peter Lund
- Mein Avatar und ich (2010), Text: Peter Lund
- Humboldt! ein Musical für Alexander von...(2010), Text: Ulrich Michael Heissig
- Big Money (2011), Text: Peter Lund
- Alice im Wunderland (2012), Text: Henry Mason
- Drei Haselnüsse für Aschenbrödel (2013), Textbuch: Katrin Lange, Liedtexte: Edith Jeske
- Wagners Ding mit dem Ring (2013), Text: Ulrich Michael Heissig
- Die letzte Kommune (2013), Text: Peter Lund
- Schwestern im Geiste (2014), Text: Peter Lund
- Grimm! – Die wirklich wahre Geschichte von Rotkäppchen und ihrem Wolf (2014), Text: Peter Lund
- Kopfkino (2017), Text: Peter Lund
- Luther – Zwischen Liebe, Tod und Teufel (2017) Text: Ulrich Michael Heissing
- Der Hase mit den Bernsteinaugen (2019), Text: Henry Mason
- Paradise Lost – The Genesis of Musical (2022), Text: Peter Lund
- Lizzy Carbon und der Klub der Verlierer (2023), nach einem Jugendbuch von Mario Fesler, Text: Peter Lund[1]
- Die Königinnen. Ein Musicalthriller über Maria Stuart und Elisabeth I. (2024), Text von Henry Mason, Landestheater Linz[2]
- Berlin Non Stop (2024), Text: Thomas Hermanns, Pfefferberg Theater, Berlin[3]

## Auszeichnungen
- 2020 11th New York City — Independent Film Festival – Kopfkino: Bestes Filmmusical[4]

- 2019 Deutsche Musical Akademie: Der Hase mit den Bernsteinaugen: bestes Musical, beste Komposition[5]